# Цесариця (Карлобаг)
44°34′ пн. ш. 15°01′ сх. д. / 44.56° пн. ш. 15.02° сх. д.
Цесариця (хорв. Cesarica) — населений пункт у Хорватії, в Лицько-Сенській жупанії у складі громади Карлобаг.

## Населення
Населення за даними перепису 2011 року становило 123 осіб.
Динаміка чисельності населення поселення:

## Клімат
Середня річна температура становить 13,37 °C, середня максимальна – 26,26 °C, а середня мінімальна – 1,51 °C. Середня річна кількість опадів – 1070 мм.
| Клімат поселення                              | Клімат поселення | Клімат поселення | Клімат поселення | Клімат поселення | Клімат поселення | Клімат поселення | Клімат поселення | Клімат поселення | Клімат поселення | Клімат поселення | Клімат поселення | Клімат поселення | Клімат поселення |
| Показник                                      | Січ.             | Лют.             | Бер.             | Квіт.            | Трав.            | Черв.            | Лип.             | Серп.            | Вер.             | Жовт.            | Лист.            | Груд.            |                  |
| Середній максимум, °C                         | 9,41             | 9,49             | 11,23            | 14,71            | 20,31            | 24,88            | 26,26            | 25,84            | 21,67            | 17,39            | 12,49            | 9,91             |                  |
| Середня температура, °C                       | 5,45             | 5,54             | 7,28             | 10,79            | 16,37            | 20,92            | 23,02            | 22,62            | 18,44            | 14,14            | 9,26             | 6,67             |                  |
| Середній мінімум, °C                          | 1,51             | 1,61             | 3,33             | 6,82             | 12,42            | 16,98            | 19,79            | 19,37            | 15,20            | 10,90            | 6,00             | 3,41             |                  |
| Норма опадів, мм                              | 84               | 75               | 77               | 82               | 78               | 74               | 44               | 64               | 118              | 130              | 134              | 110              |                  |
| Середньомісячна швидкість вітру, м/с          | 3.11             | 3.22             | 3.33             | 3.13             | 2.81             | 2.61             | 2.60             | 2.56             | 2.75             | 2.97             | 3.47             | 3.39             |                  |
| Середньомісячна сонячна радіація, кДж/м²·день | 4657             | 7402             | 10831            | 15560            | 19854            | 21716            | 23489            | 20282            | 14837            | 9503             | 5083             | 3928             |                  |
| --------------------------------------------- | ---------------- | ---------------- | ---------------- | ---------------- | ---------------- | ---------------- | ---------------- | ---------------- | ---------------- | ---------------- | ---------------- | ---------------- | ---------------- |
| Джерело:                                      |                  |                  |                  |                  |                  |                  |                  |                  |                  |                  |                  |                  |                  |